# Bramsche
Bramsche  er en  kommune med godt 30.952 indbyggere (31/12/2018) i den centrale del af Landkreis Osnabrück nord for byen Osnabrück i den tyske delstat Niedersachsen.

## Geografi
Bramsche ligger i  Osnabrücker Land ved floden Hase omkring 15 km nord for Osnabrück ved Mittellandkanal.  
Ankumer Höhe ligger mod nordvest, det lille højdedrag Gehn mod vest og Natur- og Geopark TERRA.vita mod sydøst. Bramscher Pluton er et massiv af magmatiske bjergarter.
Mod øst ligger bebyggelsen Kalkriese, i hvis nærhed Varusslaget mellem Romerriget og germanske stammer fandt sted  9 e.Kr.; der ligger et frilandsmuseum Museum und Park Kalkriese på stedet.

## Inddeling
I 1971/72 blev 12 tidligere selvstændige kommuner indlemmet i Bramsche.
- Achmer
- Balkum
- Epe og Malgarten
- Engter
- Evinghausen
- Hesepe
- Kalkriese
- Lappenstuhl
- Pente
- Schleptrup
- Sögeln
- Ueffeln

## Nabokommuner
Bramsche grænser mod vest til  Neuenkirchen og Merzen, mod nord til Ankum, Alfhausen og Rieste, mod øst til Neuenkirchen-Vörden (Landkreis Vechta), Ostercappeln og Belm, mod syd til Wallenhorst og mod sydvest til kommunerne Lotte og  Westerkappeln (Kreis Steinfurt) i delstaten Nordrhein-Westfalen. Bramsche  er arealmæssigt den næststørste kommune i Landkreis Osnabrück.